# Kanpur
Kanpur este un oraș în India.